# Rolls-Royce Nene

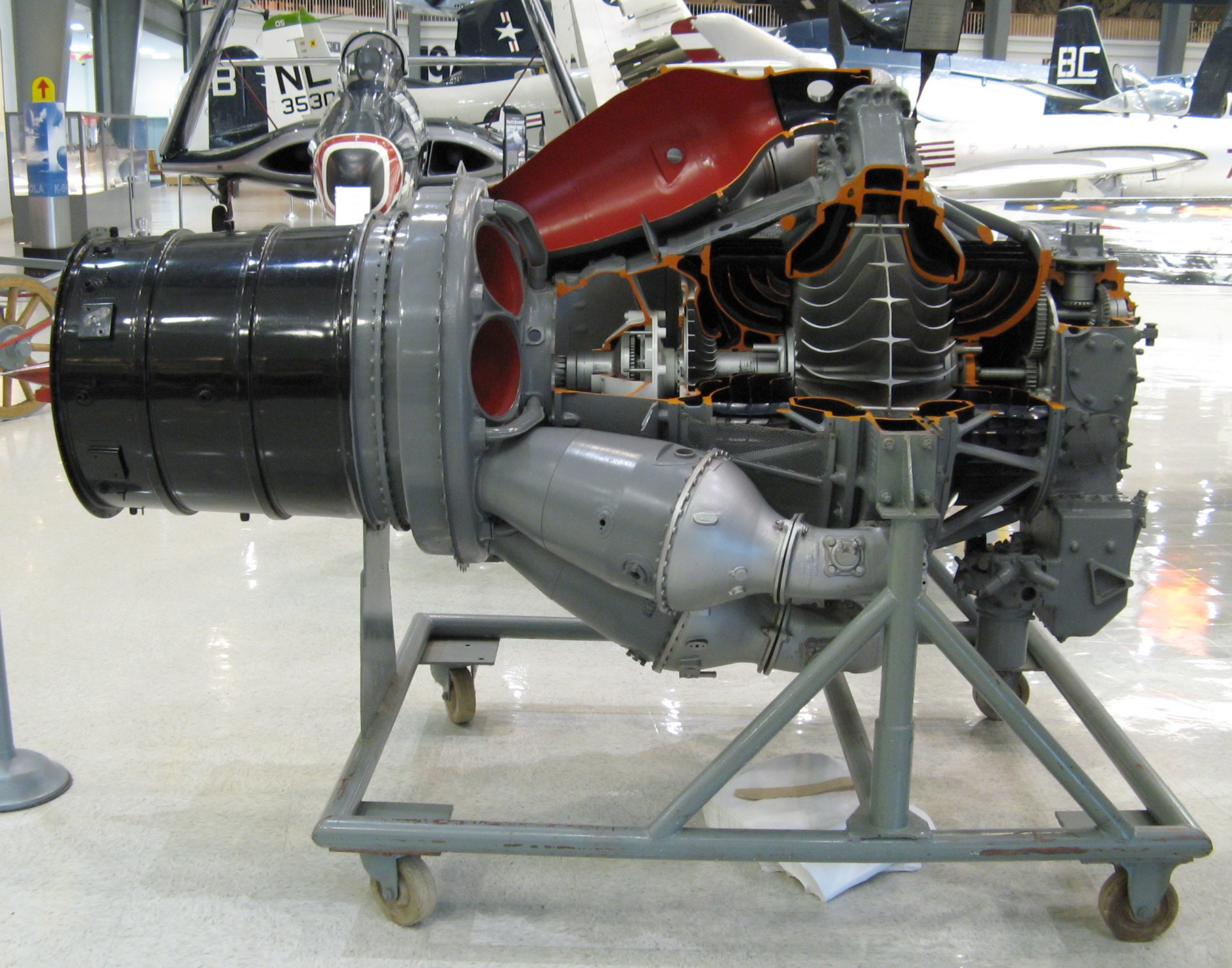
Spaccato di un Pratt & Whitney J42. Si nota in particolare la palettatura posta su entrambe le facce del compressore radiale.

Il Rolls-Royce Nene (il Nene è un fiume nello Northamptonshire), o Rolls-Royce RB.41, era un motore aeronautico turbogetto  a compressore radiale, prodotto dalla britannica Rolls-Royce Ltd. negli anni quaranta.

## Storia del progetto
Il Nene è stato il terzo turbogetto ad entrare in produzione nel Regno Unito. Il periodo intercorso tra la sua progettazione e l'avvio alla produzione, avvenuta il 27 ottobre 1944, è stato straordinariamente breve, solamente 5 mesi.
Fu testato per la prima volta su un Avro Lancastrian, la versione passeggeri del bombardiere Avro Lancaster usato dalla Royal Air Force durante la seconda guerra mondiale. I Lancastrian erano stati acquistati dalla Rolls-Royce per utilizzarli come banco di prova per esperimenti sui motori turbogetto a compressore assiale ed uno di questi nel 1948 portò in volo, nelle gondole motore esterne, un Nene modificato a questo scopo. Le esperienze accumulate da questo primo esperimento vennero utilizzate anche per lo sviluppo dell'Avon.
Il Nene ebbe un discreto successo commerciale all'estero, dove venne utilizzato, prodotto anche su licenza, da velivoli di produzione straniera, mentre in patria gli preferirono l'Avon. I soli velivoli britannici che lo usarono in serie furono l'Hawker Sea Hawk ed il Supermarine Attacker.
L'azienda statunitense Pratt & Whitney acquistò i diritti per produrlo su licenza, ridesignandolo J42, destinandolo a motorizzare diversi velivoli imbarcati sulle portaerei della U.S. Navy, in particolare i Grumman F9F Panther.
In seguito ad accordi commerciali e diplomatici tra il Regno Unito e l'Unione Sovietica vennero forniti a quest'ultima 25 esemplari di Nene, i quali grazie ad un'operazione di reingegnerizzazione, diedero origine un modello di produzione locale il Klimov RD-45, dal quale venne sviluppata una versione ingrandita, il Klimov VK-1, famoso per aver equipaggiato numerosi caccia sovietici a getto della prima generazione, tra tutti il celebre MiG-15.
Anche l'Australia ed il Canada lo produssero localmente su licenza. La prima ne produsse una piccola serie per equipaggiare i de Havilland Vampire di produzione nazionale e destinati alla RAAF. Analogamente l'azienda canadese Orenda lo costruì come dotazione di 656 esemplari dell'addestratore Canadair T-33, versione autoctona dello statunitense Lockheed T-33 Shooting Star.
Benché sviluppato sulla versione assiale dell'originale motore progettato da Frank Whittle, il Nene usava un compressore radiale avente le palette calettate su entrambi i lati della girante per ottenere una maggiore portata e di conseguenza una maggiore spinta.
Fu durante la fase di sviluppo del Nene che la Rolls-Royce decise di utilizzare nomi al posto degli originali codici alfanumerici per denominare i propri motori, così che i Rover B/23 e Rover B/26 lasciarono il posto ai Welland e Derwent. Successivamente venne deciso che questi nomi erano troppo simili a quelli di bombardieri, per cui la "R", che significava "Rolls", venne posta all'inizio, precedendo l'originale "B" usata dalla Rover per ricordare la città di Barnoldswick, sede storica dei suoi stabilimenti. La designazione "RB" rimane tutt'oggi nella produzione di motori.
Il Nene, le cui prime versioni fornivano una spinta di circa 5 000 lbf (22,2 kN), pur rimanendo tecnicamente molto simile, fu in grado di raddoppiare i valori di spinta della precedente generazione di motori turbogetto. Questo avrebbe dovuto suggerire un suo utilizzo sui nuovi modelli a reazione britannici, tuttavia il successo del Gloster Meteor portò alla decisione da parte dell'Air Ministry britannico di non investire ulteriormente sul motore della Rolls-Royce. Al contrario, il successivo turbogetto Avon venne integrato in numerosi progetti nazionali.
Il Nene detiene inoltre il primato di essere il primo motore turbogetto ad equipaggiare un aereo di linea, un Vickers VC.1 Viking modificato, il quale volò per la prima volta il 6 aprile 1948.

## Produzione su licenza
Francia
- Hispano-Suiza Nene

## Velivoli Utilizzatori

### Civili
Regno Unito
- Avro Ashton (prototipo)
- Vickers VC.1 Nene Viking

### Militari
Canada
- Canadair T-33

 Italia
- Fiat G.82

 Regno Unito
- Avro Tudor 8
- Hawker Sea Hawk
- Supermarine Attacker

### Sperimentali
Regno Unito
- Armstrong Whitworth A.W.52 (primo prototipo)
- Handley Page HP.88